# 亞歷山德里夫卡 (盧茨克市鎮)
50°44′49″N 25°8′53″E / 50.74694°N 25.14806°E
亞歷山德里夫卡（烏克蘭語：Олександрівка），是烏克蘭的村落，位於該國西部沃倫州，由盧茨克區的盧茨克市鎮負責管轄，面積0.63平方公里，海拔高度193米，2001年人口112，人口密度每平方公里176.94人。